# Magnus Vigrestad
Magnus Vigrestad (Stavanger, 12 agosto 1887 – Stavanger, 1º dicembre 1957) è stato uno scultore norvegese, è conosciuto soprattutto per la statua di Alexander Kielland, situata nella sua città natale..

## Biografia

### Carriera artistica
Vigrestad frequentò prima la Stavanger Technical Evening School nel periodo 1903-06 e poi la State Art Academy da Gunnar Utsond. Lavorò la maggior parte del tempo a Stavanger, dove insegnò dal 1940.  Tra le sue opere ci sono la statua dedicata a Kielland, Fotballspilleren (post-morte-1958), un marchio commemorativo degli atleti caduti durante la seconda guerra mondiale e un busto del pittore Marcelius Førland (1915) nella National Gallery. Vigrestad ha anche realizzato la statua per il premio onorario di Egeberg.
(Magnus Vigrestad)